# Thecla cyllarissus
Thecla cyllarissus är en fjärilsart som beskrevs av Herbst 1800. Thecla cyllarissus ingår i släktet Thecla och familjen juvelvingar. Inga underarter finns listade i Catalogue of Life.